# Gouvernement du 29e Dáil
République d'Irlande
28e Dáil 30e Dáil
Le gouvernement du 29e Dáil (en anglais : Government of the 29th Dáil) est le 26e gouvernement de la république d'Irlande. Il est en fonction entre le 6 juin 2002 et le 14 juin 2007, durant la vingt-neuvième législature du Dáil Éireann.

## Historique du mandat
Dirigé par le Premier ministre libéral sortant Bertie Ahern, ce gouvernement est constitué et soutenu par une coalition de centre droit entre le Fianna Fáil (FF) et les Démocrates progressistes (PD). Ensemble, ils disposent de 88 députés sur 166, soit 53 % des sièges du Dáil Éireann.
Il est formé à la suite des élections générales du 17 mai 2002. Il succède donc au 25e gouvernement d'Irlande, dirigé par Ahern, constitué et soutenu par la même coalition, disposant du soutien du Sinn Féin (SF) et de trois indépendants.
Au cours du scrutin, le FF renforce son statut de première force politique irlandaise avec 81 députés. C'est la première fois depuis 1987 qu'il dépasse le seuil des 80 sièges. Il distance largement le Fine Gael, principal parti de l'opposition. Ses alliés depuis cinq ans, les Démocrates progressistes (PD), connaissent eux aussi une nette progression : avec 8 députés, ils doublent la taille de leur groupe parlementaire. Ainsi, la coalition au pouvoir depuis 1997 dépasse le seuil de la majorité absolue.
À l'ouverture de la législature le 6 juin, le FF perd un mandat puisque Rory O'Hanlon, député de Cavan–Monaghan, est désigné président du Dáil Éireann, une fonction qui appelle à une stricte neutralité. Le ministre des Finances Charlie McCreevy et la Vice-Première ministre Mary Harney soumettent ensuite aux députés une motion pour l'investiture de Bertie Ahern au poste de Premier ministre. Elle obtient 93 voix pour, 68 contre et 5 abstentions, la majorité recevant le renfort de cinq élus indépendants.
Ahern, âgé de 50 ans, forme aussitôt son cabinet, constitué de quatorze ministres, dont deux femmes. Deux ministres sont désormais issus des Démocrates progressistes, Mary Harney était confirmée dans ses fonctions de Vice-Première ministre.
Le Premier ministre procède à un important remaniement ministériel le 29 septembre 2004, qui affecte onze départements ministériels et voit l'arrivée au gouvernement de trois nouveaux ministres. Le 13 septembre 2006, le ministre de la Justice Michael McDowell est désigné Vice-Premier ministre en remplacement d'Harney, après lui avoir succédé à la direction des Démocrates progressistes.
Au cours des élections générales du 24 mai 2007, la coalition perd sa majorité absolue du fait d'un recul du FF et de la quasi-disparition des PD. Ahern renforce son alliance avec le Parti vert (GP) et peut alors former le 27e gouvernement d'Irlande.

## Composition du26egouvernementd'Irlande

### Initiale (6 juin 2002)
- Les nouveaux ministres sont indiqués en gras, ceux ayant changé d'attributions en italique.

| Portefeuille                                                                | Titulaire | Titulaire                 | Parti |
| --------------------------------------------------------------------------- | --------- | ------------------------- | ----- |
| Premier ministre                                                            |           | Patrick Bartholomew Ahern | FF    |
| Vice-Première ministre Ministre des Entreprises, du Commerce et de l'Emploi |           | Mary Harney               | PD    |
| Ministre de l'Agriculture et de l'Alimentation                              |           | Joseph Walsh              | FF    |
| Ministre des Arts, du Sport et du Tourisme                                  |           | John O'Donoghue           | FF    |
| Ministre des Communications, de la Mer et des Ressources naturelles         |           | Dermot Ahern              | FF    |
| Ministre des Affaires rurales, communautaires et du Gaeltacht               |           | Éamon Ó Cuív              | FF    |
| Ministre de la Défense                                                      |           | Michael Smith             | FF    |
| Ministre de l'Éducation et de la Science                                    |           | Noel Dempsey              | FF    |
| Ministre de l'Environnement, du Patrimoine et des Collectivités locales     |           | Martin Cullen             | FF    |
| Ministre des Finances                                                       |           | Charles McCreevy          | FF    |
| Ministre des Affaires étrangères                                            |           | Brian Cowen               | FF    |
| Ministre de la Santé et de l'Enfance                                        |           | Micheál Martin            | FF    |
| Ministre de la Justice, de l'Égalité et des Réformes législatives           |           | Michael McDowell          | PD    |
| Ministre des Affaires sociales et familiales                                |           | Mary Coughlan             | FF    |
| Ministre des Transports                                                     |           | Séamus Brennan            | FF    |

### Remaniement du 29 septembre 2004
- Les nouveaux ministres sont indiqués en gras, ceux ayant changé d'attributions en italique.

| Portefeuille                                                            | Titulaire | Titulaire                 | Parti |
| ----------------------------------------------------------------------- | --------- | ------------------------- | ----- |
| Premier ministre                                                        |           | Patrick Bartholomew Ahern | FF    |
| Vice-Première ministre Ministre de la Santé et de l'Enfance             |           | Mary Harney               | PD    |
| Ministre de l'Agriculture et de l'Alimentation                          |           | Mary Coughlan             | FF    |
| Ministre des Arts, du Sport et du Tourisme                              |           | John O'Donoghue           | FF    |
| Ministre des Communications, de la Mer et des Ressources naturelles     |           | Noel Dempsey              | FF    |
| Ministre des Affaires rurales, communautaires et du Gaeltacht           |           | Éamon Ó Cuív              | FF    |
| Ministre de la Défense                                                  |           | Willie O'Dea              | FF    |
| Ministre de l'Éducation et de la Science                                |           | Mary Hanafin              | FF    |
| Ministre des Entreprises, du Commerce et de l'Emploi                    |           | Micheál Martin            | FF    |
| Ministre de l'Environnement, du Patrimoine et des Collectivités locales |           | Dick Roche                | FF    |
| Ministre des Finances                                                   |           | Brian Cowen               | FF    |
| Ministre des Affaires étrangères                                        |           | Dermot Ahern              | FF    |
| Ministre de la Justice, de l'Égalité et des Réformes législatives       |           | Michael McDowell          | PD    |
| Ministre des Affaires sociales et familiales                            |           | Séamus Brennan            | FF    |
| Ministre des Transports                                                 |           | Martin Cullen             | FF    |

### Remaniement du 13 septembre 2006
- Les nouveaux ministres sont indiqués en gras, ceux ayant changé d'attributions en italique.

| Portefeuille                                                                            | Titulaire | Titulaire                 | Parti |
| --------------------------------------------------------------------------------------- | --------- | ------------------------- | ----- |
| Premier ministre                                                                        |           | Patrick Bartholomew Ahern | FF    |
| Vice-Premier ministre Ministre de la Justice, de l'Égalité et des Réformes législatives |           | Michael McDowell          | PD    |
| Ministre de l'Agriculture et de l'Alimentation                                          |           | Mary Coughlan             | FF    |
| Ministre des Arts, du Sport et du Tourisme                                              |           | John O'Donoghue           | FF    |
| Ministre des Communications, de la Mer et des Ressources naturelles                     |           | Noel Dempsey              | FF    |
| Ministre des Affaires rurales, communautaires et du Gaeltacht                           |           | Éamon Ó Cuív              | FF    |
| Ministre de la Défense                                                                  |           | Willie O'Dea              | FF    |
| Ministre de l'Éducation et de la Science                                                |           | Mary Hanafin              | FF    |
| Ministre des Entreprises, du Commerce et de l'Emploi                                    |           | Micheál Martin            | FF    |
| Ministre de l'Environnement, du Patrimoine et des Collectivités locales                 |           | Dick Roche                | FF    |
| Ministre des Finances                                                                   |           | Brian Cowen               | FF    |
| Ministre des Affaires étrangères                                                        |           | Dermot Ahern              | FF    |
| Ministre de la Santé et de l'Enfance                                                    |           | Mary Harney               | PD    |
| Ministre des Affaires sociales et familiales                                            |           | Séamus Brennan            | FF    |
| Ministre des Transports                                                                 |           | Martin Cullen             | FF    |